# Fikoliny
Fikoliny (Fi+Col+Lin) jsou skupinou oligomerních lektinů s N-terminální doménou podobnou kolagenu a C-terminální doménou podobnou fibrinogenu.

## Struktura
Primární fikolinová struktura obsahuje 288 aminokyselin. Kombinace kolagenové a fibrinogenové domény umožňuje proteinu vytvořit základní podjednotku obsahující trojitý šroubovicový ocas a trojici globurálních hlav.
Fikoliny jsou produkovány v játrech hepatocyty a v plicích alveolárními buňkami typu II, neutrofily a monocyty.

## Role v přirozené imunitě
Nyní víme, že mechanismy vrozené imunity jsou sofistikované a vysoce specifické. Exokrinní sekrece poskytuje řadu rozpustných faktorů, které jsou schopny tělo chránit před potenciálními patogeny.
Spolu s pentraxiny, kolektiny a molekulami C1q jsou fikoliny rozpustné pattern recognition molekuly (PRM), které hrají důležitou roli v humorální vrozené imunitě. Fikoliny rozpoznávají karbohydrátové struktury na površích patogenů a aktivují lektinovou dráhu komplementové kaskády. Po navázání pattern recognition molekuly (PRM) na ligand se spustí kaskáda proteolytického komplementu. Serinové proteázy pak štěpí řadu rozpustných komplementových proteinů, což vede k aktivaci komplementu, jako je opsonizace, tvorba prozánětlivých mediátorů a buněčná lýza.
Kolektiny a fikoliny se také nazývají kolagenní lektiny. Kolektinová rodina jsou proteiny závislé na vápníku. Naopak, rodina fikolinů se na pattern recognition molekuly váže nezávisle na vápníku.

## Typy fikolinů
U lidí byly identifikovány tři fikoliny:
1. M-ficolin (FCN1), monocytový ficolin
2. L-ficolin (FCN2), jaterní ficolin
3. H-ficolin (FCN3), antigen hakata.[1][2]

Fikolin-1 a fikolin-2 jsou kódovány genem lokalizovaným na chromozomu 9 (9q34) a sdílejí přibližně 80 % aminokyselinové sekvence. Zatímco ficolin-3 je kódován chromozomem 1, a proto má pouze 50% společné identity s dalšími dvěma fikoliny. Zkřížená reaktivita fikolinů byla pozorována v lidském séru.

## Klinické reference
Koncentrace fikolinů ve zdravém séru se pohybuje mezi 3 a 5 μg/ml.
Vzhledem k tomu, že ficolin-2 a 3 jsou exprimovány hepatocyty, jejich hladiny se snižují u pokročilých onemocnění jater, jako je cirhóza. Nízké hladiny fikolinu přispívají k imunitní dysfunkci spojené s cirhózou.
Imunoložka Jeak L. Ding a její tým zjistili, že přirozený IgG (nIgG; nespecifický imunoglobulin adaptivní imunity) hraje klíčovou roli v okamžité imunitní obraně tím, že spolupracuje s fikolinem (vrozený imunitní protein).